# Federación Peruana de Fútbol
A Federación Peruana de Fútbol (FPF) é a entidade máxima do futebol no Peru. Foi fundada em 23 de agosto de 1922. Se encontra inscrita na Federação Internacional de Futebol (FIFA) desde de 1924 e Confederação Sul-americana de Futebol (CONMEBOL) desde 1925 e está sujeita ao controle do Instituto Peruano del Deporte (IPD). É responsável pela organização de campeonatos de alcance nacional, como o Campeonato Peruano de Futebol. Também administra a Seleção Peruana de Futebol e a Seleção Peruana de Futebol Feminino.
A Federação é integrada por todas as federações regionais do país e pelos representantes dos clubes que participam da Liga peruana de futebol e segunda divisão local.
O objetivo da Federação é promover, dirigir, gerir e controlar a prática do futebol amador e profissional, de acordo com o seu estatuto, os regulamentos que regem esta disciplina e os regulamentos desportivos internacionais.
O atual presidente da Federação Peruana de Futebol é Agustín Lozano, acompanhado pela diretoria composta por Franklin Chuquizuta (vice-presidente), Lucio Alva Ochoa, Juan Francisco Quispe, Severo Salazar e Cirila Haydée Paitán e Genaro Miñán e José Carlos Isla. A secretaria geral é composta por Juan Matute Quiroga (Secretário Geral) e Víctor Villavicencio Mantilla (Secretário Geral Adjunto).

## História
Em 27 de fevereiro de 1912, foi criada a "Liga Peruana de Futebol" como a primeira entidade que procurou organizar o futebol nacional, embora inicialmente limitado a agrupar equipes de Lima e do porto de Callao. De 1912 a 1921 esta Liga foi desenvolvida como o Campeonato Peruano. Em 1922, o torneio gerou polêmica e como consequência, em 23 de agosto daquele ano, foi criada a Federação Peruana de Futebol (FPF). Seu primeiro presidente foi o ex-jogador de futebol do Atlético Chalaco e então presidente daquele clube, Claudio Martínez Bodero, que esteve no cargo até 1926. Atualmente o presidente é Agustín Lozano.
Em janeiro de 2023, surgiu uma disputa entre 8 clubes da primeira divisão peruana e a FPF por direitos de transmissão. Agustín Lozano foi acusado de negociar os direitos de transmissão em troca da renúncia de Óscar Romero (presidente da ADFP),no dia 26 de janeiro, o Judiciário peruano decidiu que a FPF ficaria encarregada de escolher qual sinal transmitirá o torneio peruano. No mesmo dia, em comunicado da FPF, foi indicado que as alterações à medida cautelar sobre os direitos de transmissão não vão trazer problemas aos clubes que tenham assinado contrato diverso.

## Títulos conquistados

### Masculino

#### Mundial
- Jogos Olímpicos da Juventude:
  -  2014

#### Sul-Americano
- Copas América: 2 - 1939 e 1975
- Jogos Sul-americanos:
  -  1990
  -  1982 e 1994
- Jogos Bolivarianos:
  -  1938, 1947, 1961, 1973, 1981 e 2001
  -  1997
  -  1951, 1977, 1985 e 2013
- Campeonato Sul-Americano Sub-15: 1 - 2013

### Feminino

#### Sul-Americano
- Jogos Bolivarianos:
  -  2005